# Haō Airen
Haō Airen (覇王・愛人, Surpreme King's Mistress) est un manga de Mayu Shinjō. Il est prépublié entre 2002 et 2004 dans le magazine Shōjo Comic et compilé en un total de neuf tomes par l'éditeur Shōgakukan. Un roman intitulé Haō Airen - Kuro no Jokyoku (覇王・愛人 生誕編―黒の序曲) et un drama CD ont également été publiés.

## Synopsis
Kurimi est une adolescente vivant avec sa mère malade et ses deux jeunes frères. Pour pouvoir vivre, elle travaille dur et s'occupe d'eux. Son père est décédé lorsqu'elle était petite, elle s'en souvient donc vaguement. Un jour, en rentrant de son travail, elle découvre un jeune homme blessé par balle, Hakuron. Elle aperçoit un tatouage de dragon noir sur sa tempe gauche. Elle soigne gentiment cet homme, mais une fois soigné, il l'embrasse pour lui faire avaler un somnifère et s'enfuit. 
Il la fait enlever le lendemain par ses hommes, et elle se retrouve de force dans un avion, celui d'Hakuron. Il lui avoue qu'il avait envie de la revoir, et qu'ils sont en route pour sa demeure à Hong-Kong. Une fois arrivé, il lui dit qu'il est le directeur de la Mafia chinoise du Dragon noir.
Kurumi essayera de s'échapper, mais tombera de nombreuses fois dans les mains de l'ennemi, de la Mafia du Tigre blanc. Elle sera sauvée de justesse par Hakuron, qui veille sur elle. Il est connu à Hong-Kong pour aimer les femmes, et le fait qu'il reste avec qu'une seule, avec une apparence d'enfant de surcroît, attire l'ennemi.
Peu à peu, ils découvriront l'amour qui les lient, et couleront des jours paisibles et heureux, juste avant que l'horreur et la violence de la Mafia ne les rattrapent et qui masqueront ces deux amants de leur propres sentiments.  